# Kamp-Bornhofen
Kamp-Bornhofen település Németországban, Rajna-vidék-Pfalz tartományban. Lakosainak száma 1570 fő (2023. december 31.). Kamp-Bornhofen Boppard és Kestert községekkel határos.

## Népesség
A település népességének változása:
| Lakosok száma | 1792 | 1593 | 1559 | 1579 | 1583 | 1570 |
|               | 1975 | 2017 | 2019 | 2021 | 2022 | 2023 |